# Bucuria, Cahul
Bucuria (inițial - Broasca) este un sat în raionul Cahul, Republica Moldova reședința comunei cu același nume.
Structură etnică
     moldoveni (71,93%)
     ucraineni (9,86%)
     ruși (6,19%)
     găgăuzi (1,9%)
     bulgari (9,61%)
     români (0%)
     evrei (0%)
     polonezi (0,13%)
     țigani (0,13%)
     alte etnii / nedeclarată (0,25%)
Conform datelor recensământului din 2004, populația localității este de 791 locuitori, dintre care 368 (46,52%) bărbați și 423 (53,48%) femei. Structura etnică a populației în cadrul localității arată astfel:
- moldoveni — 569;
- ucraineni — 78;
- ruși — 49;
- găgăuzi — 15;
- bulgari — 76;
- polonezi — 1;
- țigani — 1;
- altele / nedeclarată — 2.